# Roger Mattot
Roger Henri Joseph Ghislain Mattot (Chimay, 5 september 1893 - Anseremme, 10 juni 1961) was een Belgisch volksvertegenwoordiger.

## Levensloop
Na een carrière in het leger, werd Mattot van 1938 tot 1946 gemeenteraadslid van Boussu-en-Fagne.
In 1939 werd hij verkozen tot liberaal volksvertegenwoordiger voor het arrondissement Dinant-Philippeville en hij vervulde dit mandaat tot in 1946.